# Ature
Ature (Adole) je izumrlo pleme Piaroan Indijanaca, jezične porodice Salivan, koje je obitavalo na području današnje Venezuele na ušću rijeke Meta. Njihovo plemenskom ime danas jezikoslovci koriste kao sinonim za jezik Indijanaca Piaroe. Ature Indijanci govorili su jezikom Ature koji Loukotka i Rivet klasificiraju porodici Salivan, navodeći da su Piaroe, one grupe Saliva koje su bile pod jezičnim utjecajem Arawaka.
Njihovo naselje Adoles uništili su Karibi 1684. Iza njih ostao je tek spomen u imenu općine Atures i grobovi u pećini Atauripe gdje Humboldt nalazi oko 600 kostura izumrlih Aturea, svaki u posebnoj košari koje su poznate kao mapire. Kosti su bile različito obojane nekoliko mjeseci nakon glavnog sahrane.

## Vanjske poveznice
- Volume 2 / Humboldt, Alexander von, 1769-1859  Arhivirana inačica izvorne stranice od 10. travnja 2008. (Wayback Machine)
- Resúmen de la geografía de Venezuela